# Myrmecozela samurensis
Myrmecozela samurensis är en fjärilsart som beskrevs av Aleksei Konstantinovich Zagulajev 1997. Myrmecozela samurensis ingår i släktet Myrmecozela och familjen äkta malar. Inga underarter finns listade i Catalogue of Life.